# Superdelegado
Superdelegado (en inglés, superdelegate) es un término informal que se usa para designar a algunos de los delegados de la Convención Nacional del Partido Demócrata de los Estados Unidos o del Partido Republicano.
A diferencia de la mayoría de los delegados asistentes a la convención, los superdelegados no son seleccionados sobre la base de las elecciones primarias o caucus de cada estado. En lugar de esto, los superdelegados tiene su puesto en la convención de forma automática, obteniendo esta condición los actuales y los extitulares de un cargo electo y los funcionarios del partido. Estas personas son libres de apoyar a cualquier candidato, incluidos los que se hayan retirado de la carrera, independientemente del resultado que haya habido en las elecciones primarias del Estado al que pertenecen.
Así pues, son superdelegados los miembros demócratas del Congreso de los Estados Unidos, los gobernadores y otros funcionarios electos del partido, miembros del Comité Nacional Demócrata, así como todos los expresidentes de los Estados Unidos demócratas, los exvicepresidentes, todos los exlíderes de la mayoría (o la minoría, en su caso) del Senado y el Congreso y los expresidentes del Comité Nacional Demócrata. 
La Convención nacional demócrata de 2008 tendrá aproximadamente 794 superdelegados, si bien este número puede cambiar hasta el comienzo de la convención. Los delegados elegibles a través de elecciones primarias o caucus serán 3253, lo que arroja un total de 4047 votos en la convención. Por tanto, se necesitan 2024 votos para ganar la nominación. Así los superdelegados representan la quinta parte de todos los votos en la convención. En la Convención nacional demócrata de 2008 estos superdelegados tuvieron una relevancia especial ya que los principales contendientes, la senadora Clinton y el senador Obama, habían obtenido unos resultados muy igualados. 
El Partido Republicano también sienta en su convención delegados sin tener en cuenta los resultados de las primarias o caucus. Sin embargo, los únicos republicanos con esta condición son los miembros del Comité Nacional del Partido Republicano. En la Convención Nacional Republicana de 2008, los miembros de este comité, fueron 123 entre un total de 2380 delegados de la convención. Por ello, su peso es mucho menor; aproximadamente un 5 % de todos los votos en la convención.